# Научни степени и академични длъжности в България
В България образователните и научните степени и академичните длъжности са регламентирани от Закона за развитието на академичния състав в Република България (ЗРАСРБ) и Закона за висшето образование (ЗВО).

## Научни степени
- доктор (образователна и научна);
- доктор на науките.

## Академични длъжности

### Във висшето образование
- за нехабилитирани преподаватели:
  - асистент (ас.)
  - главен асистент (гл. ас.)
  - преподавател (пр.)
  - старши преподавател (ст. пр.)

- за хабилитирани преподаватели:
  - доцент (доц.)
  - професор (проф.)

### В научните организации
- за нехабилитирани изследователи:
  - асистент (ас.)
  - главен асистент (гл. ас.)

- за хабилитирани изследователи:
  - доцент (доц.)
  - професор (проф.)

Хабилитацията означава, от латински, повече от способен. Хабилитирането на преподавател, с докторантска степен, става чрез представителна комисия, пред която се представя дисертация. Чрез хабилитацията, преподавателят може да стане доцент, и оттам професор.

### В БАН
Званията на членовете на Българската академия на науките са:
- дописен член на БАН или член-кореспондент (чл.-кор.)
- действителен член на БАН или академик (акад.)

По традиция званията на членовете на БАН се смятат за най-високи научни степени в България.

## Аналози в чужбина
- специалист – най-ниската научна степен, не се препоръчва и се преподава на малко места
- бакалавър – втората научна степен, най-нискатата препоръчителна степен
- магистър – по-добрата научна степен
- доктор – най-високата степен, за която не се изисква да преподаваш във висше учебно заведение, Dr. (повечето страни от континентална Европа и др.), PhD (Великобритания, САЩ), DPhil (за Оксфорд) (Philosophy Doctor)
- доктор на науките – DSc (Doctor of Science; в някои държави такава степен няма)
- асистент в университет – в САЩ най-близкият аналог на тази позиция е postdoc (да не се бърка с Assistant Professor в САЩ, което е професор в т.нар. tenure track – период, който предхожда хабилитиране), въпреки че има редица различия; във Франция съответстващата степен Maître-assistant отпада през 1980-те години.
- доцент – Доцент (Русия, Украйна, Сърбия), Дацэнт (Беларус), Docent (Испания, Нидерландия, Дания, Швеция, Полша, Чехия, Словакия, Словения, Хърватия), Dosent (Норвегия, Азербайджан, Южна Африка, Босна и Херцеговина), Docente (Португалия), Docentas (Литва), Dosentti (Финландия), Dozent (Германия, Австрия, Швейцария), Docens (Унгария), Doçent (Турция), Дотсент (Таджикистан), Assoc. Prof. (Associate Professor) (САЩ, Великобритания и др.), Maître de conférence (Франция)
- професор – Prof. (Full Professor)
- научен сътрудник – Research Associate или Junior Researcher (САЩ), Chargé de recherche (Франция)
- старши научен сътрудник – Research Scientist или Senior Researcher (САЩ), Directeur de recherche (Франция)
- член-кореспондент – Associated Member of the Academy of Science (почти всички държави имат своя академия на науките, с асоциирани и пълноправни членове)
- академик – Academician, Member of the Academy of Science (много държави имат своя академия на науките, с асоциирани и пълноправни членове)